# BL Metamorphosen - Geheimnis einer Freundschaft
BL Metamorphosen – Geheimnis einer Freundschaft (jap. メタモルフォーゼの縁側, Metamorphose no Engawa) ist eine Mangaserie von Kaori Tsurutani, die seit 2017 in Japan erscheint. Sie handelt von einer Seniorin, die eine Begeisterung für Boys-Love-Manga entwickelt und dabei eine Freundschaft zu einer Schülerin aufbaut.

## Inhalt
Die Witwe Yuki Ichinoi verlebt einen ruhigen Alltag, der vor allem aus Kalligrafieunterricht für Kinder und Senioren sowie Besuchen beim Arzt oder ihrem Lieblings-Café besteht. Doch eines Tages schließt das Café, sodass sich die 75-jährige zum Bahnhof begibt und dort in eine Buchhandlung geht. Ihr Blick fällt auf einen Manga, dessen Titel ihr gefällt, und zum ersten Mal seit langem kauft und liest sie einen Manga. Zu ihrer Überraschung stellt sie zu Hause fest, dass er von der Liebe zweier junger Männer zueinander handelt. Die Geschichte macht Frau Ichinoi neugierig auf mehr, sodass sie sich bald den nächsten Band kauft und schnell liest. Als sie den dritten Band erwerben will, ist sie längst der Verkäuferin Urara Sayama aufgefallen. Die Oberschülerin ist selbst Fan des Genres, traut sich aber nicht, mit anderen darüber zu sprechen. Der alten Frau aber, deren Interesse sie zunächst sehr verwundert, will sie helfen, bestellt ihr den dritten Band und klärt sie auf, dass es eine große Anzahl an Mangas über Liebe zwischen Männern gibt.
Für Frau Ichinoi öffnet sich eine neue, ihr unbekannte Welt. Sie lädt Urara ins Café und zu sich zum Essen ein, um mehr über die Mangas zu erfahren und über das zu reden, was sie gelesen haben. Frau Ichinoi muss feststellen, dass die von ihr begonnene Serie noch nicht abgeschlossen ist, aber die Bände nur mit vielen Monaten Abstand erscheinen. Die Aussicht, nicht mehr viele Bände erleben zu können, macht sie traurig. So lässt sie sich von Urara weitere Mangas empfehlen. Die Schülerin hat Angst, die alte Frau mit zu erotischen Geschichten zu verschrecken, doch das stellt sich als unbegründet heraus. Schließlich lädt sie Frau Ichinoi zu einem Fan-Event ein und diese nimmt gern an, sodass die beiden erstmals zu einer solchen Veranstaltung gehen – die auch für Urara neu ist, weil sie sich allein nie dorthin traute.

## Veröffentlichung
Der Manga erscheint seit November 2017 im Online-Magazin Comic Newtype bei Kodansha. Der Verlag bringt die Kapitel auch gesammelt in bisher fünf Bänden heraus, von denen der erste im Mai 2018 veröffentlicht wurde. Das letzte Kapitel im Magazin erschien im Oktober 2020, womit die Serie abgeschlossen wurde.
Eine deutsche Übersetzung von Nadia Stutterheim erschien von November 2020 bis Februar 2022 vollständig bei Carlsen Manga. Bei Seven Seas Entertainment wird die Serie auf Englisch veröffentlicht, bei Norma Editorial auf Spanisch und bei J-Pop auf Italienisch.

## Rezeption und Analyse
Der Manga wurde 2019 für den Manga Taisho Award nominiert, konnte ihn jedoch nicht gewinnen. Er stand 2019 außerdem auf Platz 1 der Empfehlungsliste Kono Manga ga Sugoi.für die weibliche Leserschaft.
In ihrem Text über das alternde Medium Manga beschreibt Jaqueline Berndt die Serie als ein repräsentatives Beispiel für einen Trend hin zu älteren Protagonisten. Zentrales Motiv des Mangas sei die Beziehung zwischen (jugendlichem) Mädchen und Großmutter, hier jedoch freundschaftlich und nicht als Verwandtschaftsverhältnis. Die titelgebende Metamorphose der beiden Hauptfiguren finde nicht auf fantastische, körperliche Weise statt, wie beispielsweise bei einem Magical Girl, sondern als charakterliche Entwicklung im Alltag, in der sich die beiden gegenseitig unterstützen. Die Erzählung wird unterstützt durch Stilmittel wie der immer wieder eingesetzten Handschrift und im Manga übliche Symbole, die aber zurückhaltend eingesetzt werden und so realistischer Alltagsdarstellung Raum lassen. Gelegentlich eingeblendete Szenen aus dem Manga, den Frau ichinoi liest, werden auf schwarzem Hintergrund und in blasseren Linien dargestellt, gleichen sonst aber dem Layout der übrigen Seiten. In ihrer Erinnerung an ihre Ehe wird dagegen eine andere Schriftart eingesetzt, um die Szene herauszuheben. Mit diesen stilistischen Mittel sowie der Engawa als (im japanischen) titelgebenden Ort des gemeinsamen Lesens und der Unterhaltungen, der zwischen Innen und Außen des traditionellen Hauses liegt, thematisiert der Manga in mehreren Ebenen Verbindung und Trennung. Nach Publikationsgeschichte und stilistisch sei die Serie nicht dem klassischen Mädchen-Manga zuzuordnen, sondern erst nachträglich auf Grund ihres Inhalts hier eingeordnet worden.